# Vuurstaartje
Het vuurstaartje (Myzornis pyrrhoura) is een zangvogel uit de familie Paradoxornithidae (diksnavelmezen). De vogel komt voor in Zuid- en Zuidoost-Azië.

## Kenmerken
Het vuurstaartje is 13 cm lang. De vogel heet zo omdat bij het volwassen mannetje de buitenkant van de staart helderrood is. Bij vrouwtjes zit het rood alleen op de slagpennen, die verder zwart zijn. De vogel is verder helder groen gekleurd met een donkere oogstreep en witte vlekjes op de vleugel. Het vrouwtje heeft op de borst een zweem van bruinrood in het groen.

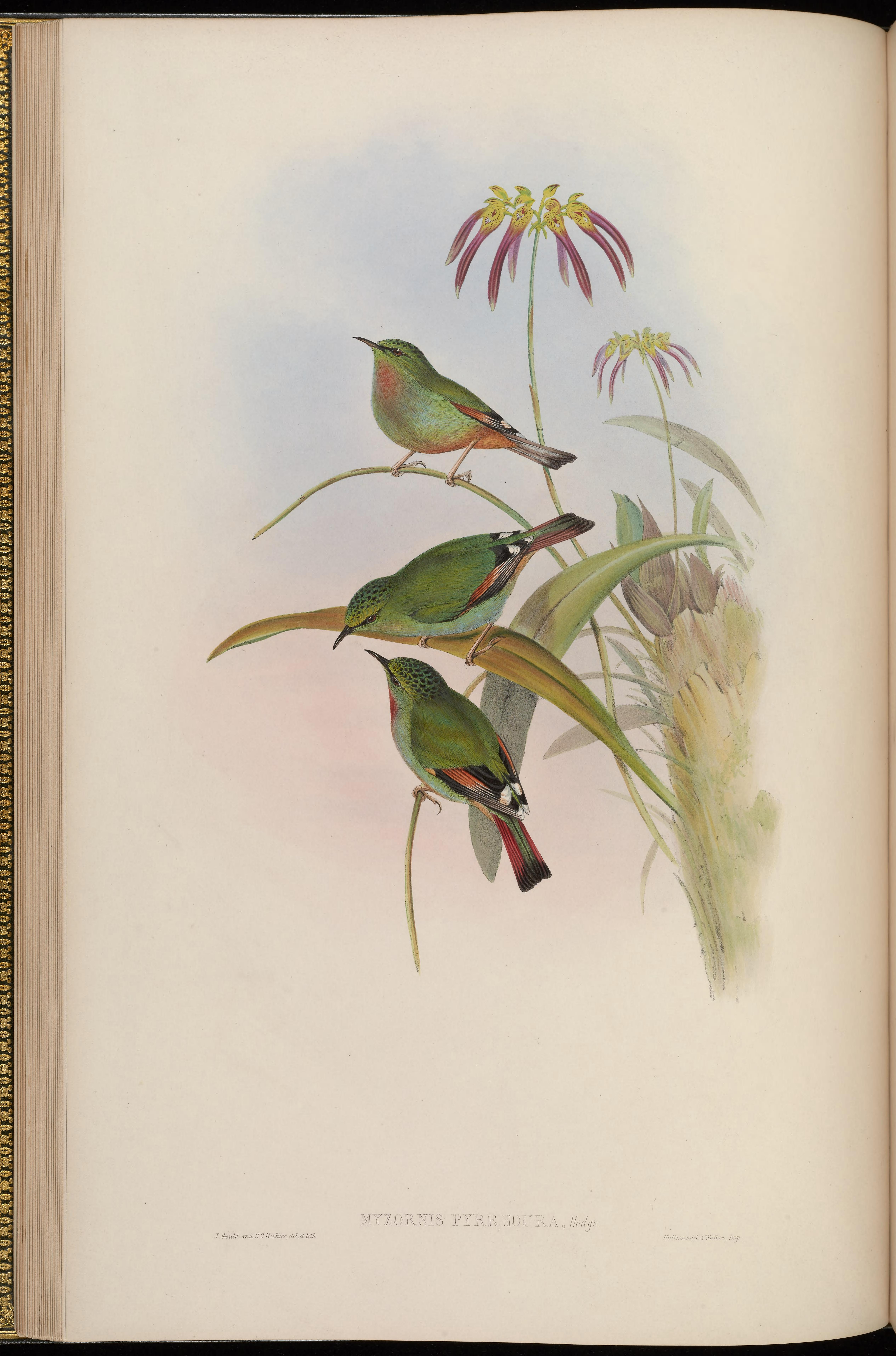
Prent uit Gould & Sharpe (1847-1909) Birds of Asia. Deel IV. London

## Verspreiding en leefgebied
Het vuurstaartje komt voor in de Himalaya in Bhutan, China, India, Myanmar en Nepal. De biotoop van deze soort is subtropische of tropische montane regenbossen. Op het Indische Subcontinent tussen de 2000 en 3950 m boven zeeniveau, in Nepal en Bhutan tussen de 2440 en 3660 m. De vogel daalt 's winters tot 1600 m.

## Status
De grootte van de populatie is niet gekwantificeerd. In Nepal is de vogel enigszins schaars, in geschikt habitat in Bhutan en in India is de vogel vrij algemeen maar in Myanmar minder algemeen en in China zeldzaam. Over toe- of afname is weinig bekend omdat onduidelijk is hoe de populaties reageren op veranderingen in het leefgebied. Om deze reden staat het vuurstaartje als niet bedreigd op de Rode Lijst van de IUCN.